# Нотозеро
Но̀то̀зеро е езеро в Европейската част на Русия, Мурманска област.
С площ от 745 km² е 2-рото по големина езеро в Мурманска област след Имандра и 17-о в Русия.
Езерото Нотозеро е разположено в западната част на Мурманска област, на 80,8 m н.в.
До 1965 г. когато е изградена преградната стена река Тулома при селището от градски тип Верхнетуломски площта на езерото е била едва 79 km². След изграждането на преградната стена и образуването на Горнотуломското водохранилище площта на езерото се увеличава десетократно и става 745 km², обемът 11,52 km³, а нивото на водата достига кота 80,8 m. Водите на водохранилището „удавят“ устията на двете съставящи реки на Тулома и то добива форма на латинска буква „Y“, с обърната долния си край на изток-североизток. Дължината му достига 120 km, максималната ширина 20 km, а дълбочината – 40 m.
Водосборният басейн на Нотозеро е 17 500 km2. В новообразуваното голямо езеро се вливат множество реки, като най-големи от тях са: Лота (235 km, влива се в северозападния ръкав), Нота (120 km, влива се югозападния ръкав), Пауча, Пур, Чил, Кацким, Рака, Росйоки, Арян, Вува, Гирвас и др. От източния ъгъл на Горнотуломското водохранилище, до селището от градски тип Верхнетуломски изтича река Тулома, която при град Кола се влива отляво в река Кола от басейна на Баренцево море.
Подхранването на езерото е основно снежно и дъждовно.
При създаването на Горнотуломското водохранилище са залети близо 700 km² от долините на реките Тулома, Лота и Нота, в т.ч. над 200 ха обработваеми земи, 60 лопарско-фински местостоянки и три села (Ристикент, Усте Лота и Сонгелск), от които са преместени само 50 къщи. Водохранилището осъществява многогодишно регулиране на оттока на река Тулома, а водите му се използват в енергетиката (Верхнетуломска ВЕЦ – установена мощност 268 МВт), преноса на дървен материал, риболов и водоснабдяване. Сега на бреговете на новото голямо езеро Нотозеро се намират само две селища: посьолок Верхнетуломски (при преградната стена на водохранилището) и село Ниванкюл (на западния бряг на ръкава на река Нота).

## Топографски карти
- Лист от карта R-36-XXV,XXVI Приречный. Мащаб: 1 : 200 000.
- Лист от карта R-36-XXXI,XXXII Верхнетуломский. Мащаб: 1 : 200 000.